# Рудакі
Рудакі́ (Абу Абдаллах Джафа́р Ібн Мухаммад, 852, селище Панджрудак, тепер Пенджикентський район Таджикистану — 941, там же) — перський і таджицький поет, вважається засновником персько-таджицької літератури.
Рудакі, якого величають «Адамом поезії» мовою фарсі, народився у селищі Рудак, розташованому на Зеравшанському хребті, на півночі сучасного Таджикистану, поблизу давнього міста Пенджикента. Через те, що велике селище, частиною якого і був у минулому Рудак, перетинає п'ять струмків, воно називалося — «Панджруд», тобто «п'ять рік»; а «рудак» означає «річка», «струмок». Про життєвий шлях Рудакі відомо дуже мало достовірних фактів; біографи неодностайні навіть у таких питаннях, як рік і місце народження поета, рік і місце його смерті. За легендою, Рудакі написав чи сто тисяч, чи навіть мільйон триста тисяч віршованих рядків, а до нашого часу збереглося лише близько двох тисяч. За легендою, Рудакі народився незрячим і був обдарований лише внутрішнім зором, але, на думку французького орієнталіста Дж. Дармстетера, «цей погляд був настільки чітким, що інколи ми сумніваємося у правдивості легенди, тому що несподівано значну роль відіграють фарби у тих віршах, які від нього залишилися, і нам видається, що він… надто забуває про свою незрячість».
Імовірно, Рудакі звали Абу Абдаллах Джафар син Мухаммада — так принаймні стверджує одне із найдавніших джерел. За іншим переказом, його звали Абу-Хасан Рудакі. Його дитинство минуло у маленькому гірському селі. Тут він став поетом і, перш ніж уславитися при дворі Саманідів, здобув всезагальне визнання як народний співець і музикант. У палаці Саманідів Рудакі був оточений пошаною і багатством. Придворні літописці зберегли перекази про те, що поет упав у неласку і його на старості літ прогнали з палацу, а можливо, що при цьому й осліпили. Натяки на трагічне життя поета можна знайти в автобіографічних фрагментах його віршів, зокрема, у притчі про три сорочки Йосифа Прекрасного, де як висновок звучить думка про жорстокість світу: Такий віддавна світ, такий він був, Такий він є, такі його дороги: Дає корону, трон і булаву, У шахіншахові веде чертоги, А потім безпорадного тебе
Турляє в борозну, волам під ноги.
(Тут і далі пер. В. Мисика)
Причина вигнання Рудакі із палацу невідома. Можна лише припустити, що значну роль відіграло співчутливе ставлення до одного із народних повстань у Бухарі, пов'язаному з єретичним карматським рухом, учасники якого проповідували майнову рівність.
Незважаючи на те, що збереглися лише окремі фрагменти віршів Рудакі, його поетичний геній проявився у них достатньо яскраво. Через розрізненість і короткість фрагментів важко розгледіти стрункість композиції, захопливість сюжету чи художню розмаїтість, проте велич Рудакі як поета упізнається за глибокою людяністю, неповторною емоційною виразністю, дивовижним карбуванням слова і несподіваними поворотами образів і настрою. Усі вірші та вцілілі фрагменти Рудакі за провідним мотивом можна згрупувати у три розділи.
Це, перш за все, фрагменти ліричних, любовних віршів, надихнутих чи то його глибоким, трагічним коханням до вродливої рабині — предметом легенд наступних поколінь, чи то пристрасними походеньками, таємними побаченнями і важким похміллям — відверто змальованих ним самим. У цих віршах міститься і пейзажна лірика, і любовні освідчення, і вакхічна поезія.
Далі — це уривки семи дидактичних поем-маснаві, у двох з яких відомі назви, а в однієї — навіть дата написання: 1) «Сонцестояння» — поетичний виклад повчального твору про жіночі хитрощі «Синдбад-наме»; 2) «Каліла і Дімна» — чудовий переспів арабського перекладу однойменного пехлевійського твору, — зроблений Рудакі у 932 р. «Каліла і Дімна» налічувала дванадцять тисяч бейтів (двовіршів). Тривалий час із неї був відомий лише один бейт, але у XX ст. виявили нові уривки, всього приблизно сто двадцять бейтів, тобто одна сота частина поеми.
Насамкінець — вірші розчарування.
Найпривабливіше у Рудакі полягає в тому, що в кожному його вірші виражений образ живої людської особистості, кожен із них пронизаний думкою про людину. Рудакі був першим із класиків, котрий відкрив людину та ввів її у літературу. Він змальовував природу, навчав мудрості, оспівував царів, вельмож, богатирів,— але він був першим із великих поетів класичної епохи, у якого в центрі уваги стоїть просто людина, людська особистість як така. І природу, і філософські повчання, і панегірики — Рудакі усе змальовував через людину, звичайну, наділену почуттями, земну. У Рудакі свій особливий стиль, який вирізняє його з-поміж усіх інших поетів: яскрава образність без пишномовності і надмірної ускладненості, живе сприйняття природи та її олюднення, народна простота і наспівність, пристрасть до поетичних образів доісламського періоду, до пехлівійської традиції — словом, «геніальна простота», як означив його стиль таджицький письменник і вчений Садріддін Айні. Над усіма його художніми особливостями домінує естетика простого і звичайного.
Рудакі зробив значний внесок у жанр рубаї, зробивши їх «мініатюрними драмами», «маленькими трагедіями»: Чотири речі нам потрібні, щоб невеселих збуться дум: Здорове тіло, добра вдача, ім'я хороше, світлий ум.
Кого Всевишній обдарує
цими дарами чотирма, Той завжди радуватись має
і проганять од себе сум.
Віршова досконалість Рудакі яскраво виявляється у його касидах — «Елегія про старість» і «Мама вина». Перша — автобіографічна від початку до кінця — дивує тим, що, якщо забрати кілька рядків на початку і в кінці, перед нами виникає гімн молодості, вічній красі та радощам життя, а не сумна повість про старість, як слід було чекати. Саме ця контрастність, внутрішня суперечливість, миттєві переходи від захоплення молодістю і від радісних спогадів до скорботи та безнадії і є суттю «оптимістичної трагедії» Рудакі «Мама вина» настільки майстерно написана, що вона вже давно стала об'єктом вивчення як взірець касиди. Вона справді класична, і, перш за все, заслуговує уваги її структура: 1. Вступ (бейти 1—21). Позапанегіричний сюжет: тут — опис виготовлення вина з допомогою поетичної метафори «мами вина» — виноградної лози, в якої відбирають і ув'язнюють її дітей — виноград. 2. Перехід (бейти 22—26). Від метафоричного опису поет переходить до самого панегірика за допомогою об'єднуючої ланки — запрошення, скуштувавши вина, влаштувати бенкет. 3. Панегірик (бейти 27—74). Уславлення вельмож і головного героя оди — сістанського володаря, еміра Абу Джафара. 4. Закінчення (бейти 75—95). Включення у касиду імені поета, автора панегірика (натяк на винагороду), і прикінцеве величання (апофеоз).
Проте вирішальними для естетичного сприйняття у касиді «Мама вина» є не майстерні поетичні фігури панегірика, а саме те, що виривається із його контексту, особливо етична частина касиди — гуманістичні афоризми про розум і людяність.
Рудакі створював і різновиди касид: застільну «винну» — «хамрія», сатиричну — «хаджвія», траурну елегію — «марсія»; писав він за фольклорними взірцями і «загадки» («лугз»).
У своїй творчості Рудакі не був філософом, котрий пояснює світ; він був поетом, котрий відчуває світ і мріє про те, щоби стати кращим; він був поетом звичайної людини з її одвічним потягом до краси, добра, пізнання: Одна душа, єдине тіло, але знанню —
немає дна.
Скажи, о дивний, ти людина
чи океанська глибина?
Українською мовою твори Рудакі перекладали А. Кримський і В. Мисик.

## Життєпис
Видатний персько-таджицький Рудакі (Абу Абдаллах Джафар ібн Мухаммад) був осліплений за наказом «осяйного» еміра Бухари. Сам поет походив із народу і цього ніколи не цурався. Інакше б не обрав собі за псевдонім (перс. тахаллус) назву рідного села Рудак. Тогочасні поети зазвичай обирали гучні назви або імена покровителів. Він писав справжньою поезією. Рудакі не любив панегіриків.

## Поетична спадщина
З великого літературного доробку Рудакі до нас дійшло близько тисячі його віршів (дворядкові).
Повністю збереглися касиди «Мати вина» (933), «Вітер від Мульяна до нас доходить…» й автобіографічна «Ода на старість».
Відомими є також близько 40 рубаїв (чотирирядкових віршів).
Твори Рудакі пройняті протестом проти несправедливості, вірою в перемогу доброго, сповнені співчуття до людини, в них оспівується радість буття, краса природи.
Поезії Рудакі відзначаються глибиною філософської думки, високою художністю поетичних образів.
У 1962 році було видано том вибраних творів Рудакі українською.
1100-ліття з дня народження поета у 1958 році було широко відзначено на міжнародному рівні.

## Уривки з віршів
Хто мудрих слухає, у того мир на думці. 

Війною й чварами втішаються безумці.
За недотепу ситий голодного вважає, 

Бо на чуже страждання в нас відгуку немає.
Знання — це скарб, йому й ціни не зложиш.

Визбируй же його, де тільки можеш!
Одна душа, єдине тіло, але знанню немає дна.
Скажи, о дивний, ти людина — чи океанська глибина?
Себе в руках весь час тримати — от справжнє благородство.
Глухих, сліпих не ображати — от справжнє благородство.
Не благородство — наступити на груди бідному, що впав, Ні, руку впалому подати — от справжнє благородство!
Мені наш вік пораду дав, пораду дорогу
(На всякий випадок життя у нього рада є).
Він мовив: «Не завидуй тим, що у добрі живуть, Бо є немало бідняків, що заздрять на твоє».
I ще: «У гніві не давай ти волі язику, Бо хто розковує його, кайдани дістає».